# 刘宏涛
刘宏涛（1982年5月4日—），是一名中国足球运动员，目前属于上海申花，但是并未进入一线阵容。
2002年，刘宏涛随上海有线02众多球员一起进入上海申花。2005年，长期打不上主力的他转投上海中邦寻求上场机会。2007年，俱乐部却又与上海申花合并，刘宏涛又回到了申花，不过仍然无法进入轮换阵容，曾经被租借到新加坡职业足球联赛辽宁广原。